# کارولا دومبک
کارولا دومبک (آلمانی: Carola Dombeck؛ زادهٔ ۲۵ ژوئن ۱۹۶۰) ژیمناست هنری اهل آلمان بود.